# Penn Station (restaurante)
A Penn Station é uma cadeia de restaurantes americana especializada no que chama de “East Coast subs”. O primeiro restaurante foi inaugurado em 1985 por Jeff Osterfeld em Cincinnati, Ohio. Atualmente, a Penn Station tem mais de 300 unidades em 15 estados.

## História
O conceito de um restaurante de submarinos da Costa Leste surgiu para Jeff Osterfeld logo depois que ele se formou na Miami University em Oxford, Ohio. Em 1983, ele abriu a “Jeffrey's Delicatessen” no Dayton Mall, em Dayton, Ohio. Foi durante uma viagem à Filadélfia que ele percebeu a popularidade do sanduíche cheesesteak. Ele começou a vender uma versão do sanduíche cheesesteak em seu próprio restaurante, que imediatamente se tornou um grande sucesso.
Ele acabou expandindo para Cincinnati, onde abriu seu primeiro restaurante na Penn Station em 1985. Originalmente, apenas quatro sanduíches estavam disponíveis, incluindo o cheese steak. No entanto, esse primeiro restaurante também oferecia batatas fritas cortadas na hora e limonada espremida na hora, dois itens que se tornariam marcas registradas do Penn Station no futuro.
Em 1987, Osterfeld havia aberto vários restaurantes Penn Station em Cincinnati e arredores. Ele começou a vender franquias naquele ano e logo abriu restaurantes em St. Louis, Louisville e Nashville. Em 2023, a Penn Station se tornou uma grande rede em toda a Costa Leste, com 306 restaurantes abertos em 15 estados dos Estados Unidos.